# Közép-ázsiai vaddisznó
A közép-ázsiai vaddisznó (Sus scrofa nigripes) az emlősök (Mammalia) osztályának párosujjú patások (Artiodactyla) rendjébe, ezen belül a disznófélék (Suidae) családjába tartozó vaddisznó (Sus scrofa) egyik alfaja.

## Előfordulása
A közép-ázsiai vaddisznó előfordulási területe, amint a neve is mutatja Közép-Ázsia és annak környéke; vagyis Kazahsztán, Dél-Szibéria, Nyugat-Mongólia, Hszincsiang-Ujgur Autonóm Terület, és talán Afganisztán, valamint Irán déli része is.

## Megjelenése
Igen nagy termetű alfaj, de nagyon nagy az alfajon belül a nagyságbeli változatosság. Szőrzete világosbarna, lábai feketék. A könnycsontjai (os lacrimale) és a pofacsontjai rövidebbek, mint az európai vaddisznóé (Sus scrofa scrofa) és a kaukázusi vaddisznóé (Sus scrofa attila).

## Fordítás
- Ez a szócikk részben vagy egészben  a   Wild boar című angol Wikipédia-szócikk ezen változatának fordításán alapul.  Az eredeti cikk szerkesztőit annak laptörténete sorolja fel. Ez a jelzés csupán a megfogalmazás eredetét és a szerzői jogokat jelzi, nem szolgál a cikkben szereplő információk forrásmegjelöléseként.